# Jean-Pierre Van Lerberghe
Jean-Pierre Van Lerberghe (Elsene, 24 april 1947), ook bekend onder het pseudoniem Jean-Pierre Valère, is een Belgisch acteur en voormalig gewichtheffer.

## Levensloop
Van Lerberghe nam tweemaal deel aan de Olympische Zomerspelen, met name in 1968 te Mexico-Stad en in 1976 te Montréal. In 1968 werd hij er dertiende en in 1976 tiende in de gewichtsklasse van de middenzwaargewichten (≤90kg). Ook was hij gekwalificeerd voor de Spelen van 1972 te München. Hij moest hiervoor evenwel verstek geven wegens een gescheurde knieband.
Van beroep was hij werkzaam op de administratie van de Franse Gemeenschap. Later werd hij actief als komiek en vertolkte hij een hoofdrol in de RTL TVI-televisieserie Affaires de Famille. Ook was hij te zien in verschillende films.

## Filmografie
- Na de liefde (Jacques Boon, 1983)
- Le Maître de musique (Gérard Corbiau, 1988)
- Théo et Marie (Henri Helman, 1998)
- Mauvais Genres (Francis Girod, 2001)
- Un paradis pour deux (Pierre Sisser, 2002)
- Françoise Dolto, le désir de vivre (Serge Le Péron, 2008)
- Moloss (Abdelkrim Qissi en Abel Ernest Tempo, 2022)

## Discografie
- La Marche des amis de Manneken-Pis